# Lee Kum Kee
Lee Kum Kee International Holdings Ltd. es una compañía dedicada a la elaboración de productos alimenticios fundada por Lee Kam Sheung en 1888 en la ciudad de Hong Kong. Lee Kum Kee es el inventor de la salsa de ostras, en Nan Shui, Zhuhai, provincia de Guangdong. Dicha salsa le llevó a la fama en Asia.
Hoy en día Lee Kum Kee es una gran productora de salsas chinas, con sede en Hong Kong. Produce cerca de doscientas salsas y condimentos diferentes, incluyendo la salsa de ostras, salsa de soja, la salsa XO, one-step recipe sauce, productos con chili, ingredientes de cocina y salsas para mojar.
- Datos: Q855533
- Multimedia: Lee Kum Kee / Q855533